# 이토시노역
이토시노역(일본어: 愛し野駅)은 일본 홋카이도 기타미시에 위치한 홋카이도 여객철도 세키호쿠 본선의 철도역이다. 역 번호는 A62이며, 단선 승강장 1면 1선의 구조를 갖춘 지상역이다.

## 역 주변
- 국도 제39호선
- 도부 이스트몰

## 역사
- 1986년 11월 1일 : 이토시노 임시 승강장으로서 개업.
- 1987년 4월 1일 : 일본국유철도 분할 민영화에 의해, 홋카이도 여객철도가 승계.

## 인접 역
| 세키호쿠 본선                | 세키호쿠 본선   | 세키호쿠 본선          |
| ---------------------------- | --------------- | ---------------------- |
| A61 하쿠요 신아사히카와 방면 | ■ 세키호쿠 본선 | 단노 A63 아바시리 방면 |